# Сумбийский калао
Сумбийский калао (лат. Rhyticeros everettila) — вид птиц из семейства птиц-носорогов (Bucerotidae). Подвидов не выделяют. Видовое название присвоено таксону описавшим его Лайонелом Уолтером Ротшильдом в честь А. Х. Эверетта (1848—1898), натуралиста и английского администратора Саравака.

## Распространение
Остров Сумба.

## Описание
Длина тела 55 см. Относительно небольшая чёрная птица-носорог, имеет характерный длинный полностью чёрный хвост. Голова и шея самцов темно-рыжие, темнее на макушке, клюв бледно-желтый, у основания красный. Каска (гребень) с низко расположенной складкой, желтовато-коричневая. Оголенная кожа вокруг глаз синяя. Кожа горла темно-синяя, центральное пятно темнее, веки розовые.
Самки мельче самцов, голова и шея у них чёрные. Молодые птицы похожи на взрослых самцов, но клюв у них небольшой, лишенный чешуек.

## Биология
Зафиксировано только питание фруктами.
Гнездятся в естественных полостях на высоте 10-23 м на большом живом лиственном дереве, особенно из рода Tetrameles, в основном месте, где ранее отвалилась ветка.
На одном насесте могут собираться до 70 птиц.